# Zacharias Hoffmann
Zacharias Hoffmann (počátek ledna 1678 Lobendava – počátek února 1754 Lipová) byl český barokní stavitel a řezbář německé národnosti. V první polovině 18. století působil převážně v severních Čechách na panství Lipová. Jeho stavby se dochovaly především ve Šluknovském výběžku a v Horní Lužici.

## Životopis
Zacharias Hoffmann se narodil na počátku roku 1678 v rodině statkáře Baltzera Hoffmanna z Lobendavy. Kde získal vzdělání a zkušenosti, není známo; pravděpodobné je, že nejprve začínal jako zedník a polír v okolí svého rodiště či v Horní Lužici. Když se 10. října 1706 ženil s Dorothou Sallmonovou, dcerou zesnulého vrchnostenského rybáře, sídlil již v sousední Lipové. Se svou ženou přivedl na svět postupně osm dětí: Ludmilu Agnes (* 1712), Petera Paula (* 1714), Johanna Carla (* 1717), Dominika Johanna (* 1719), Julianu Theresii (* 1721), Zachariase Ignaze (* 1723), Marii Dorothu (* 1724) a Julianu (* 1730). Dva potomci se nedožili dospělosti: syn Zacharias Ignaz zemřel krátce po narození, dcera Juliana Theresia dva dny po svých šestých narozeninách. Hoffmannova první žena Dorotha pravděpodobně předčasně zemřela. Se svou druhou ženou Veronikou měl v pokročilém věku syna Johanna Josepha Philipa (* 1744).
Do Lipové přesídlil Hoffmann patrně nejen kvůli sňatku, ale hlavně z pracovních důvodů. V této době se stal stavitelem lipovské vrchnosti, hrabat Salm-Reifferscheidtů. Jeho rané samostatné stavby nejsou známé. V archivních pramenech se jeho jméno objevuje poprvé v roce 1708, kdy zhotovil plány pro brtnický kostel. Pro budoucí práci významným stavebním počinem byla stavba kostela svatého Václava ve Šluknově. Nový chrám vybudoval postupně v letech 1711–1722 podle plánů Johanna Bernharda Fischera z Erlachu (1656–1723), významného barokního architekta. I když se oba muži nikdy nepotkali, Hoffmannova tvorba byla v následujících letech Fischerovým dílem silně ovlivněna a vedla k vytvoření specifického stylu. Stavební činnost Zachariase Hoffmanna dosáhla vrcholu ve 20. a 30. letech 18. století za hraběte Leopolda Antonína Salm-Reifferscheidta (1699–1769), s kterým se přátelil. V této době byl zhotovitelem všech významných staveb lipovského panství. V druhé polovině 40. let 18. století byl patrný postupný útlum stavební činnosti, pravděpodobně v souvislosti s pokročilým věkem. Provedení dochovaných staveb svědčí o Hoffmannových vysokých stavitelských kvalitách. Při zahájení stavebních prací na své poslední stavbě, kostele svatého Mikuláše v Mikulášovicích, se v roce 1750 dokonce smluvně zavázal, že v případě úmrtí dokončí práci jeho synové Peter Paul a Dominik.
Zacharias Hoffmann zemřel náhle ve svém domě v Lipové ve věku 76 let a jednoho měsíce. Pochován byl 5. února 1754 na hřbitově u kostela svatého Šimona a Judy, jeho hrob se však nedochoval.

## Stavby

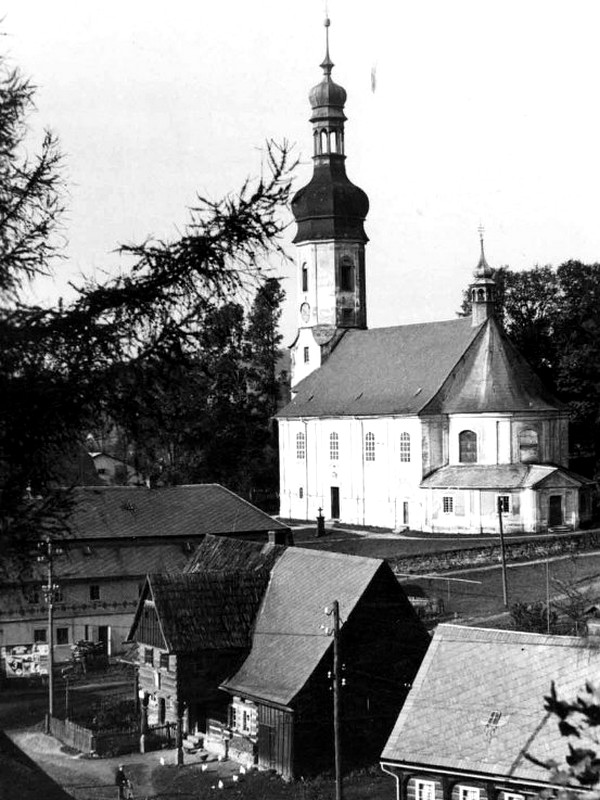
Kostel svatého Martina v Brtníkách

Zacharias Hoffmann se větší či menší měrou podílel na mnoha, převážně sakrálních stavbách. Nedostatek písemných pramenů nedovoluje úvést kompletní seznam jeho staveb.
Přehled staveb Zachariase Hoffmanna
- kostel svaté Kateřiny Alexandrijské v Merbolticích: 1708–1709 výstavba kostela podle vlastních plánů; demolice 1975
- kostel svatého Martina a fara v Brtníkách: 1708 plány stavby, 1709–1716 výstavba kostela, 1717 dokončena věž; kostel zbořen 1975, fara vyhořela 2012
- kostel Navštívění Panny Marie v Lobendavě: 1709–1712 výstavba kostela
- kostel svatého Václava ve Šluknově: 1711–1722 výstavba kostela
- starý zámek, pivovar a sladovna v Lipové: 1712–1746 údržba a průběžné stavební úpravy; demolice v 70. letech 20. století
- Klášter Marienstern v Panschwitz-Kuckau (Pančicy-Kukow): 1716–1717 stavba refektáře a jídelny v jižním křídle kláštera, úpravy severních a západních fasád, 1729–1732 výstavba nového konventu podle cizích plánů
- fara v Lipové: 1717–1720 výstavba podle vlastních plánů; 1989 propad střechy a postupný zánik
- Anglický dům v Rumburku: 1720 výstavba; demolice 2013
- bývalý špitál v Lipové (pozdější klášter a domov důchodců): 1721–1722 výstavba[5]
- hostinec v místě pozdějšího Tomášova: 1723–1724 podle vlastních plánů
- Balzerova kaple v Mikulášovicích: 1724 výstavba podle vlastních plánů
- kostel svaté Barbory ve Valkeřicích: 1724–1728 výstavba kostela
- nerealizovaný návrh centrálního kostela nad léčivým pramenem ve Vilémově
- kostel Nanebevzetí Panny Marie ve Vilémově: 1728–1731 výstavba kostela dle vlastních plánů
- podstávkový dům v Lipové: 1727 výstavba dle vlastních plánů, Hoffmann v domě bydlel
- kaple Panny Marie Sněžné na Sněžné: 1732–1734 výstavba původní kaple dle vlastních plánů
- kostel Nanebevzetí Panny Marie v Schirgiswalde: 1735–1741 výstavba kostela
- kaple Nejsvětější Trojice v Mikulášovicích: 1736 podpis smlouvy, 1741–1742 výstavba podle vlastních plánů[6]
- zámek Lipová: 1737–1746 výstavba nového zámku podle plánu Girolama Costy
- kostel svatého Martina v Nebelschütz (Njebjelčicy): 1741–1743 výstavba kostela
- kostel svatého Mikuláše v Mikulášovicích: 1748 plány, 1750–1751 výstavba kostela[6]

## Odkaz
Zacharias Hoffmann se stal nejvýraznějším barokním stavitelem Šluknovského výběžku. Ve druhé dekádě 21. století stojí třináct staveb, které Hoffmann postavil nebo stavebně upravoval, z toho deset v Česku a tři v Německu. Další dvě stavby se nachází v silně zchátralém stavu a hrozí jejich zánik. Čtyři budovy zanikly v době komunistické totality a jedna na počátku 21. století. Všichni Hoffmannovi synové se věnovali zednickému řemeslu, povětšinou je prameny zmiňují jako zedníky nebo políry u staveb vedených jejich otcem. Nejstarší syn Peter Paul (1714–1768) stavěl od roku 1754 kostel svaté Máří Magdaleny v Krásné Lípě. Dochoval se též jeho nerealizovaný návrh malé kaple v Brtníkách. Nejmladší syn Josef pravděpodobně navrhoval kapli svatého Jana Nepomuckého v Rumburku, postavenou v letech 1775–1777.

## Galerie

Stavby Zachariase Hoffmanna
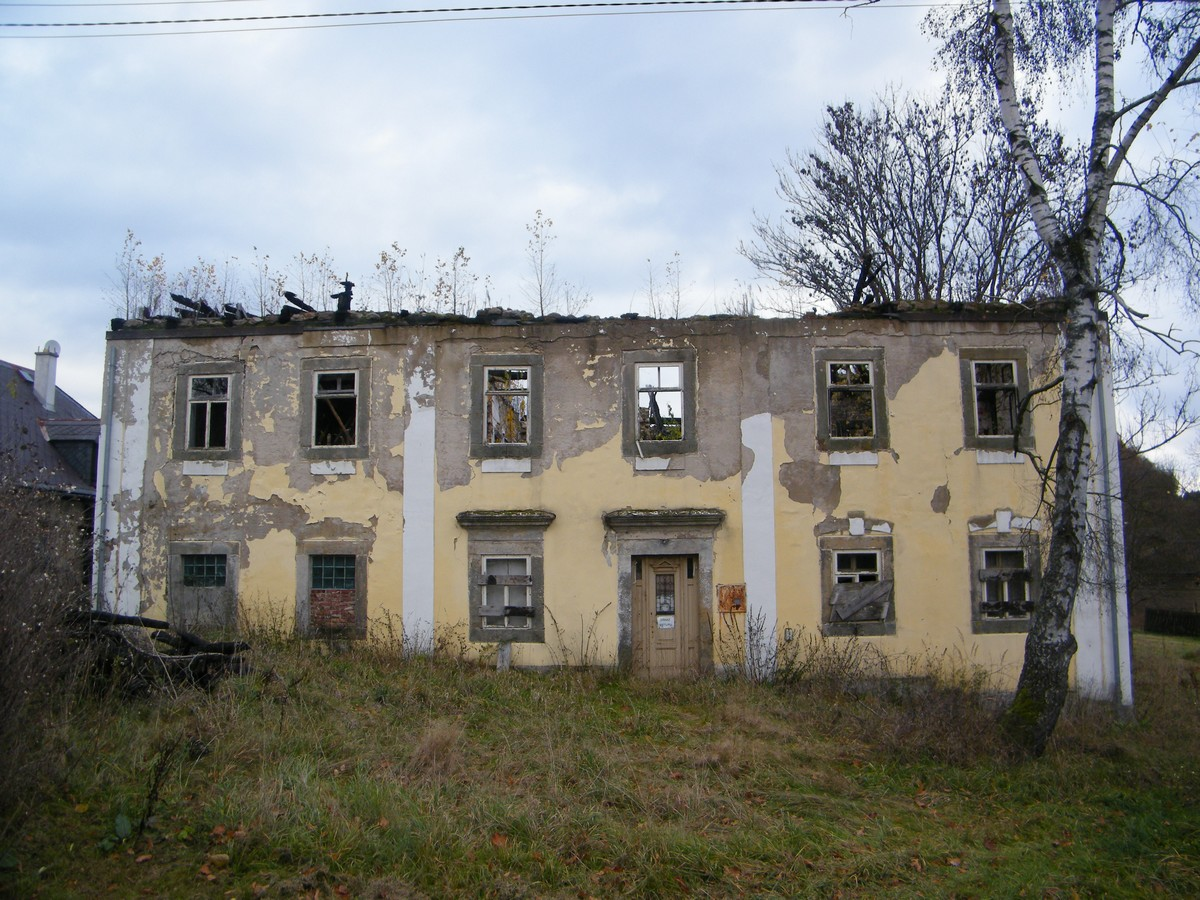
Fara v Brtníkách
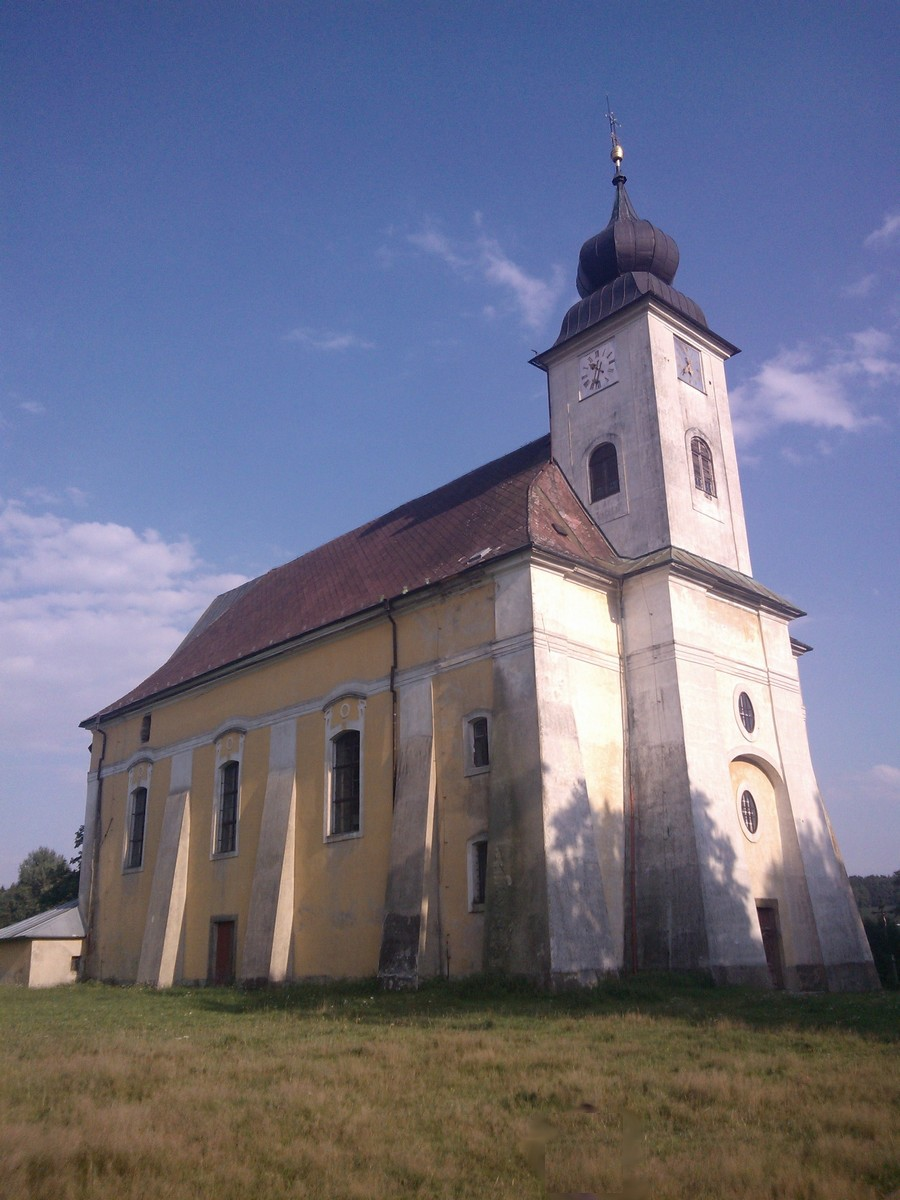
Kostel Navštívení Panny Marie v Lobendavě
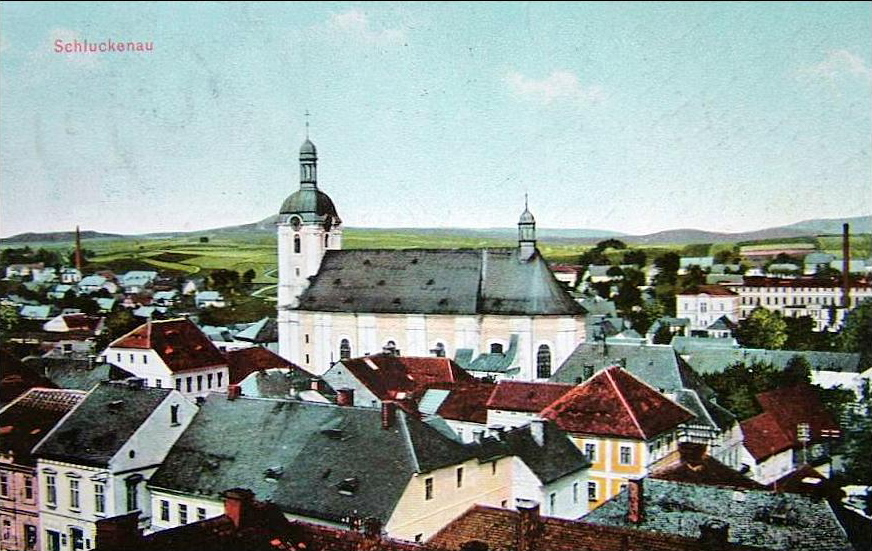
Kostel svatého Václava ve Šluknově
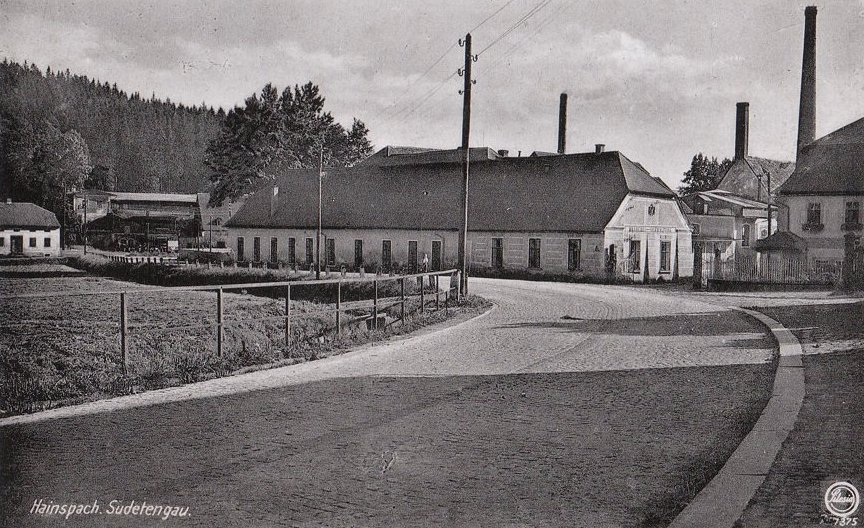
Starý zámek s pivovarem v Lipové
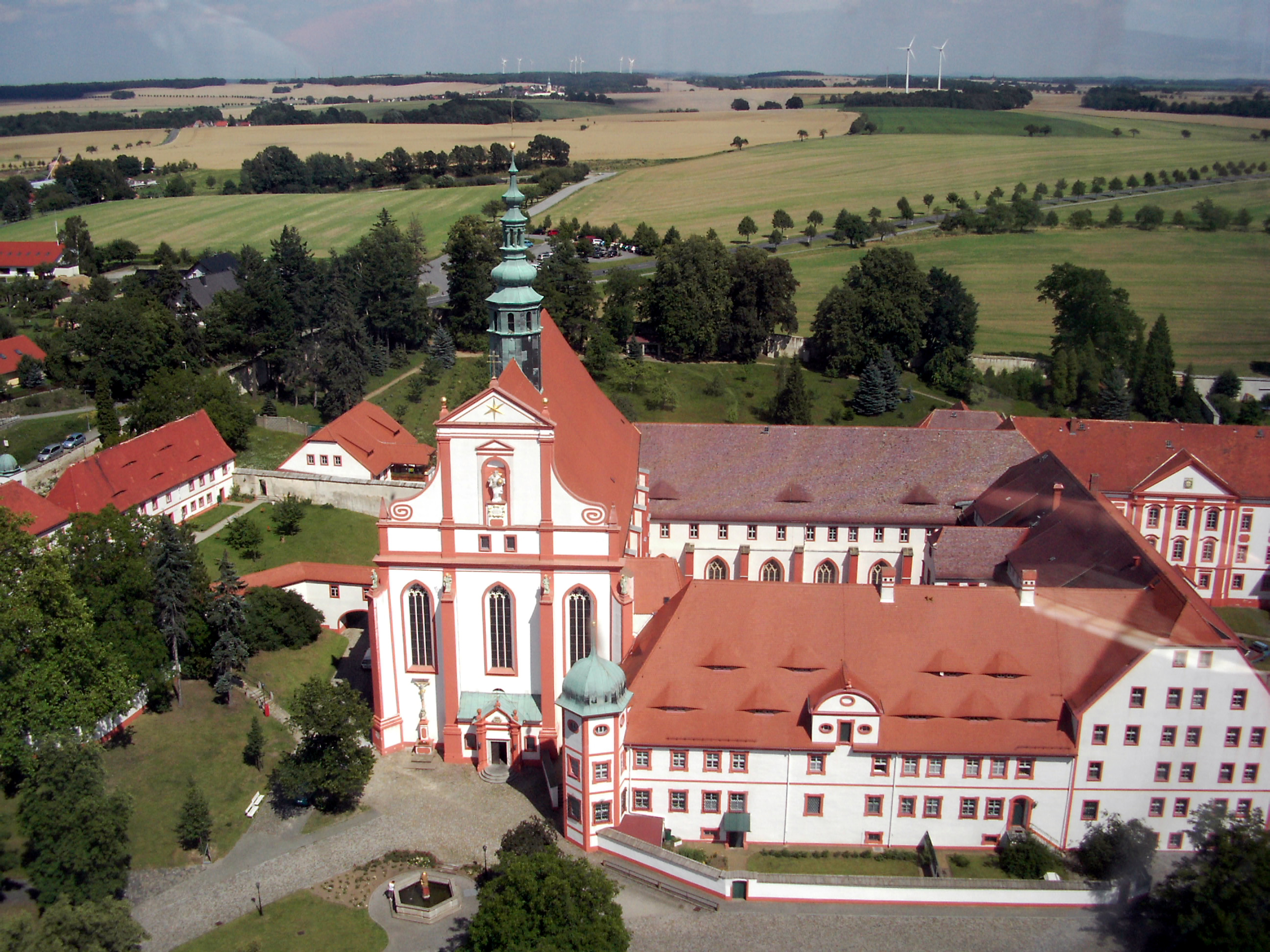
Klášter Marienstern
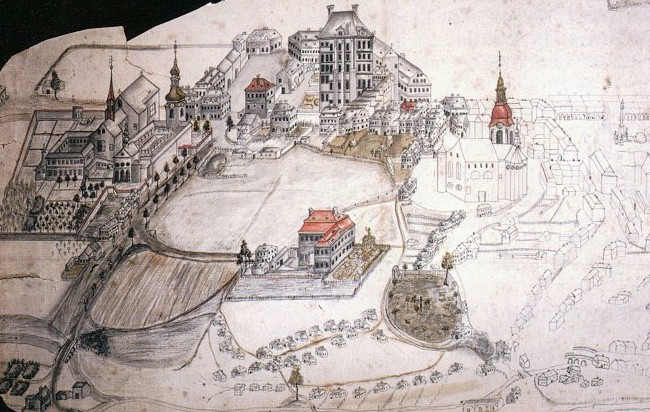
Anglický dům v Rumburku na mapě z roku 1790
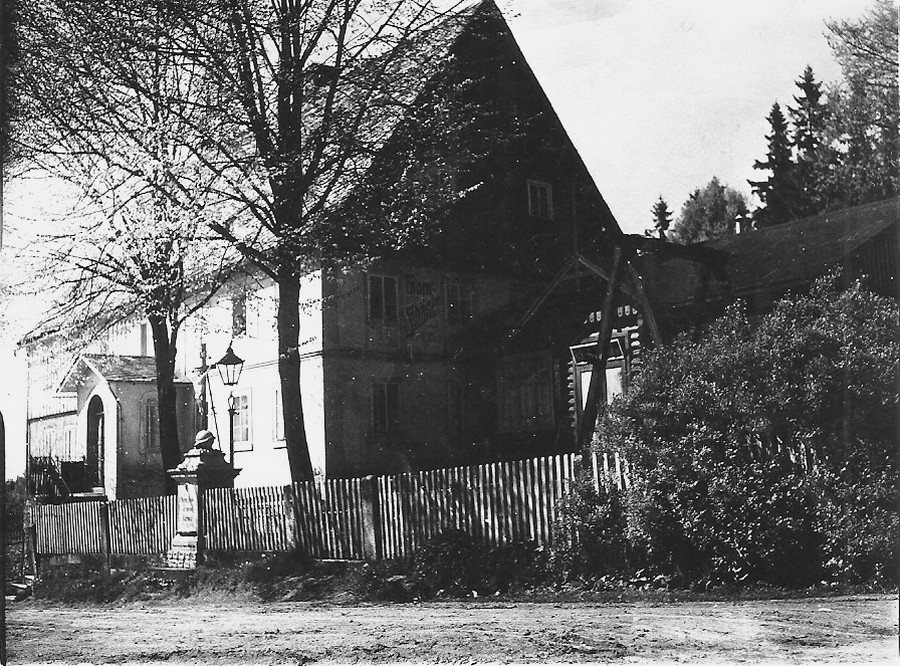
Hostinec na Tomášově
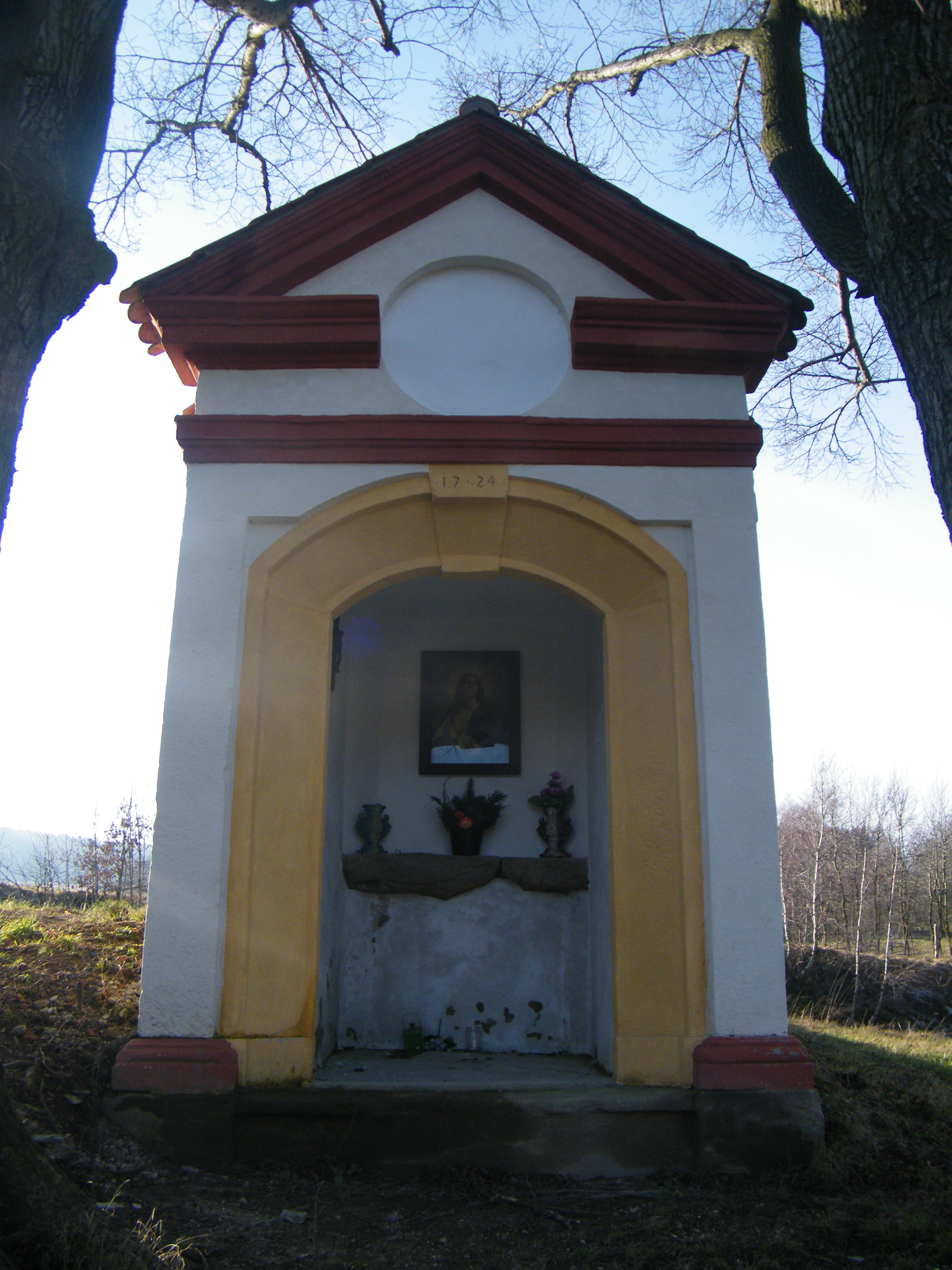
Balzerova kaple v Mikulášovicích
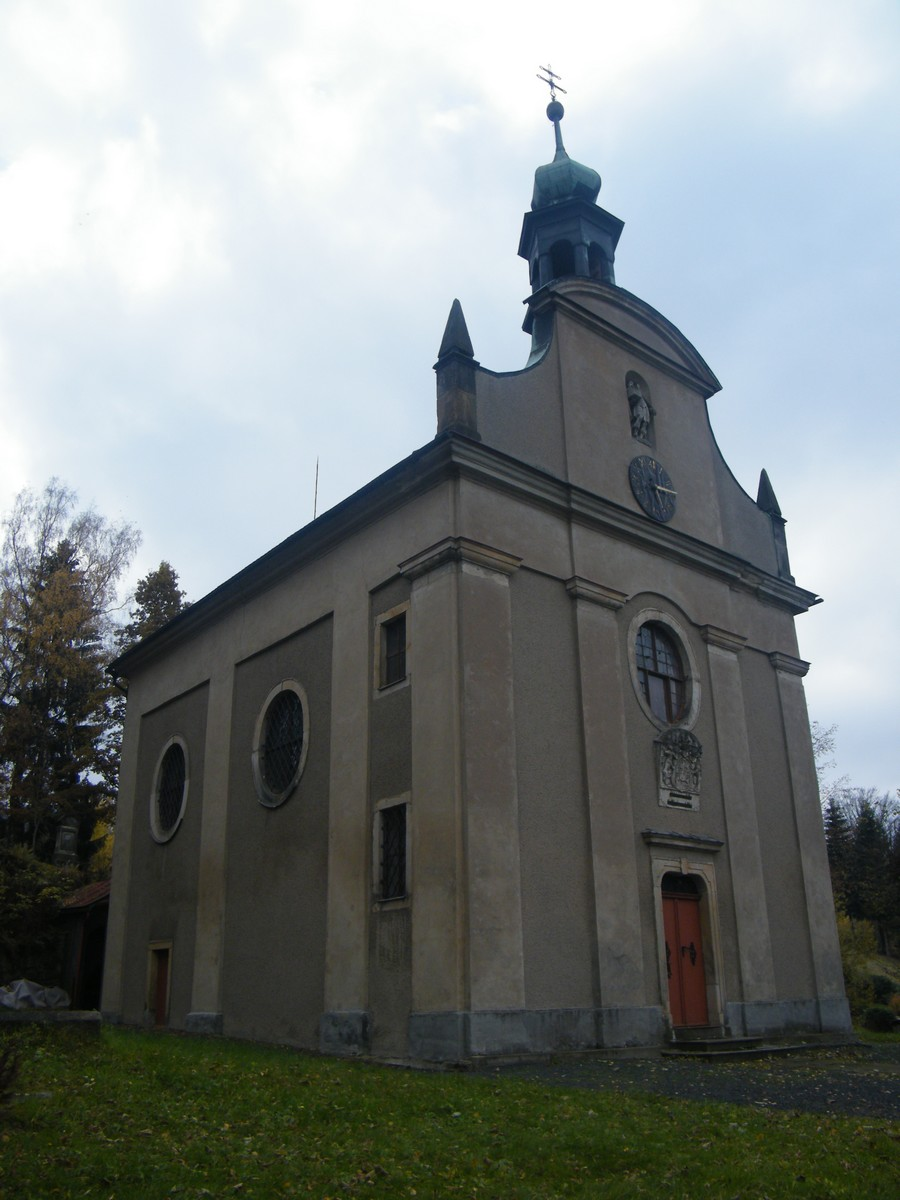
Kostel Nanebevzetí Panny Marie ve Vilémově
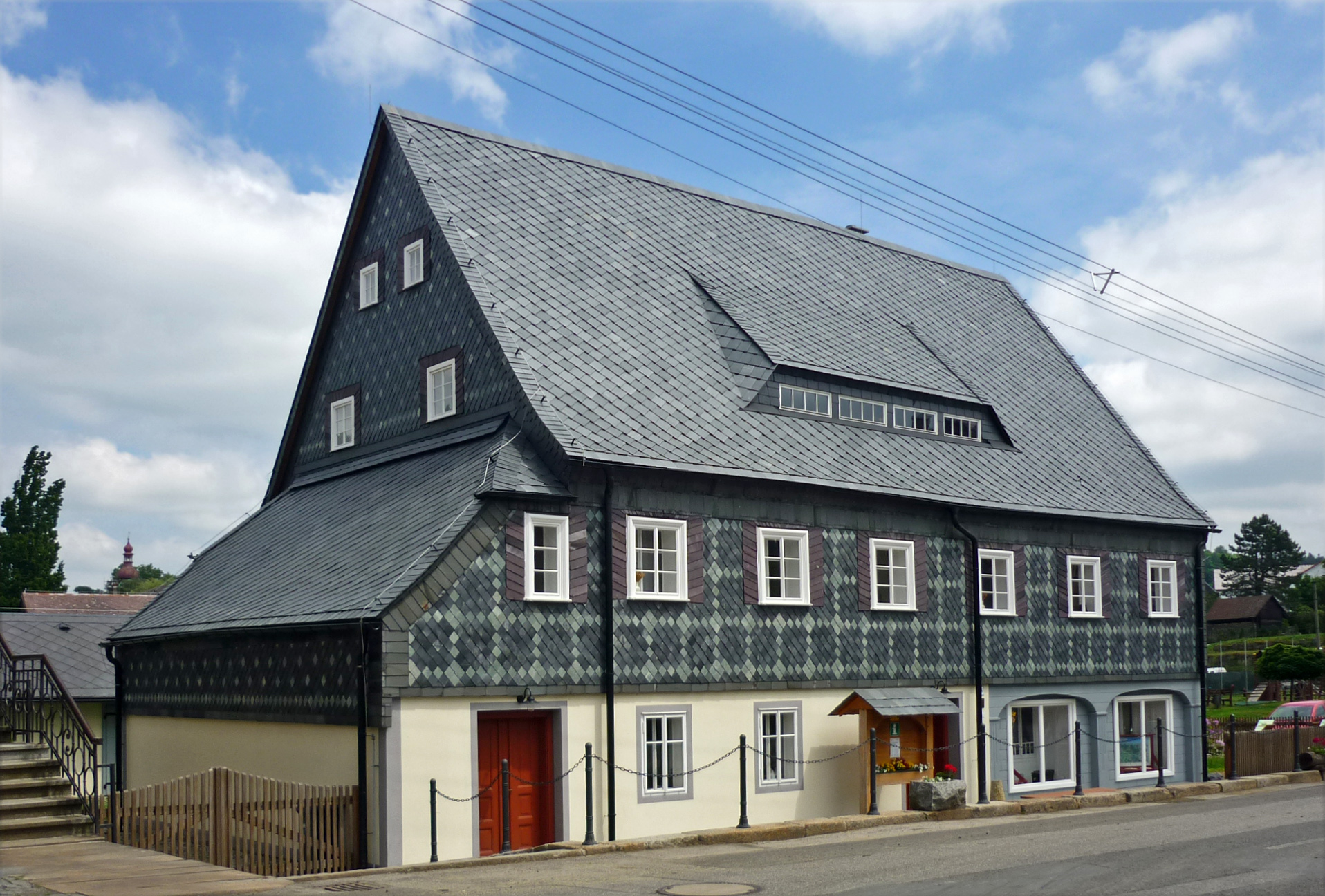
Podstávkový dům čp. 424 v Lipové
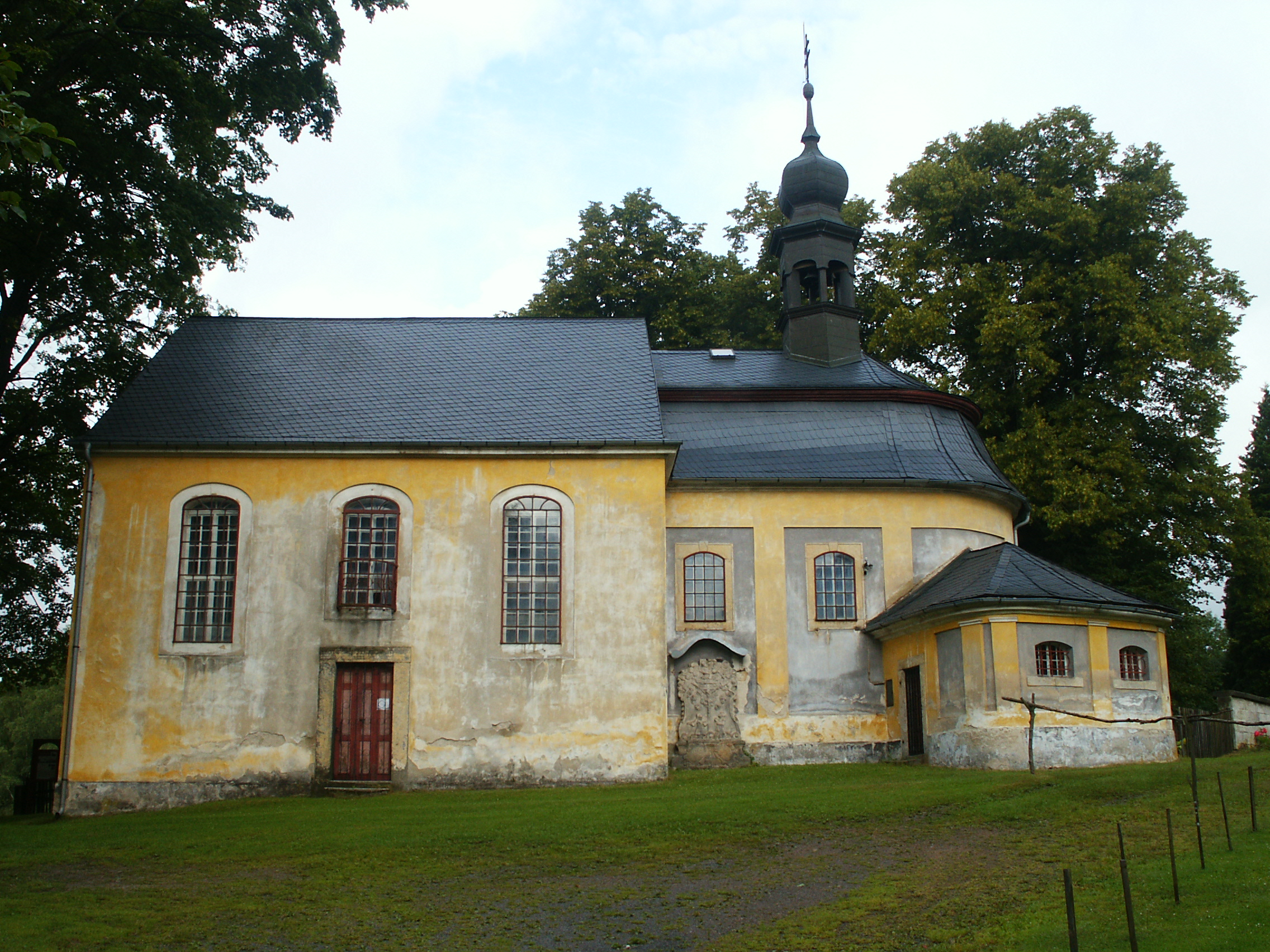
Kostel Panny Marie Sněžné na Sněžné
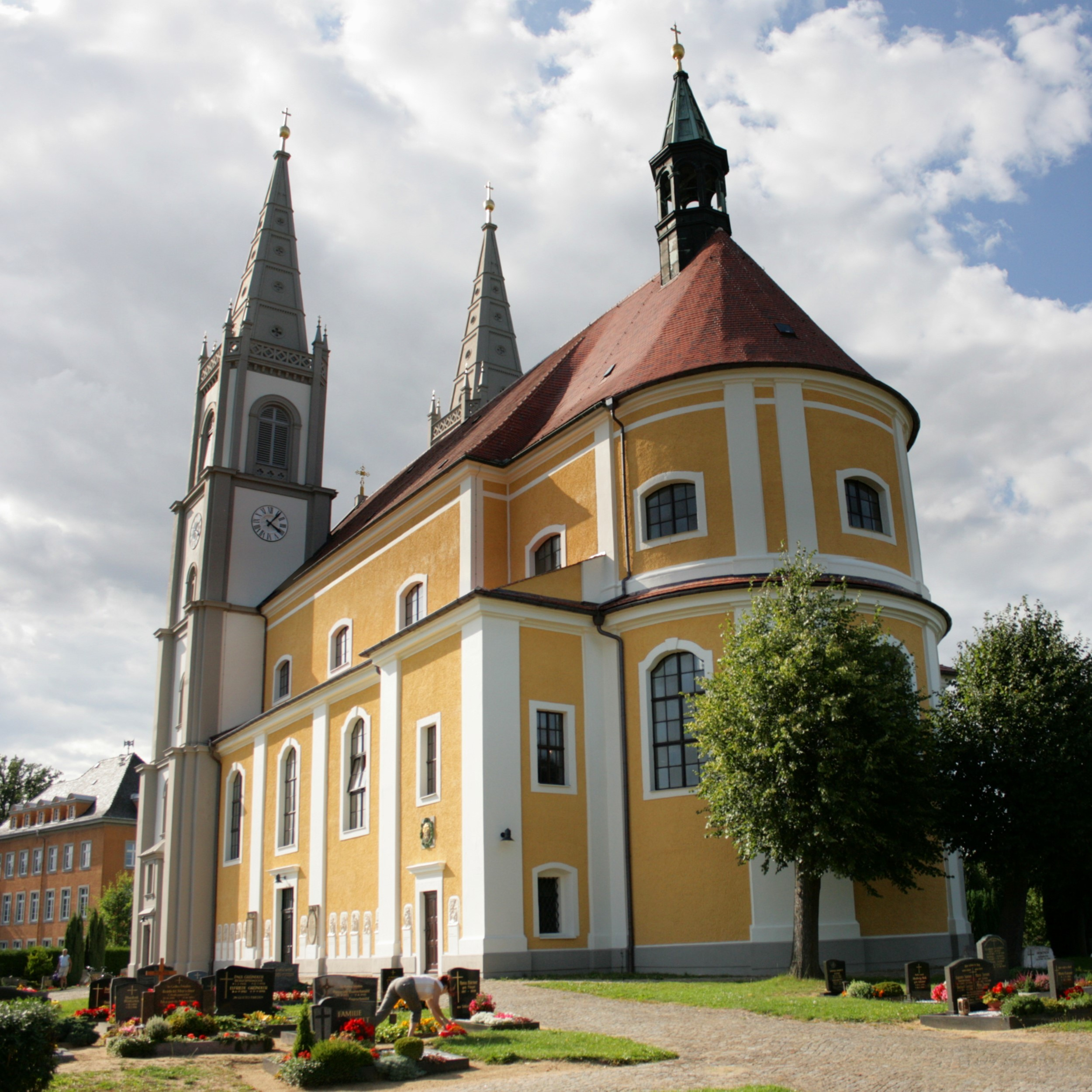
Kostel Nanebevzetí Panny Marie v Schirgiswalde
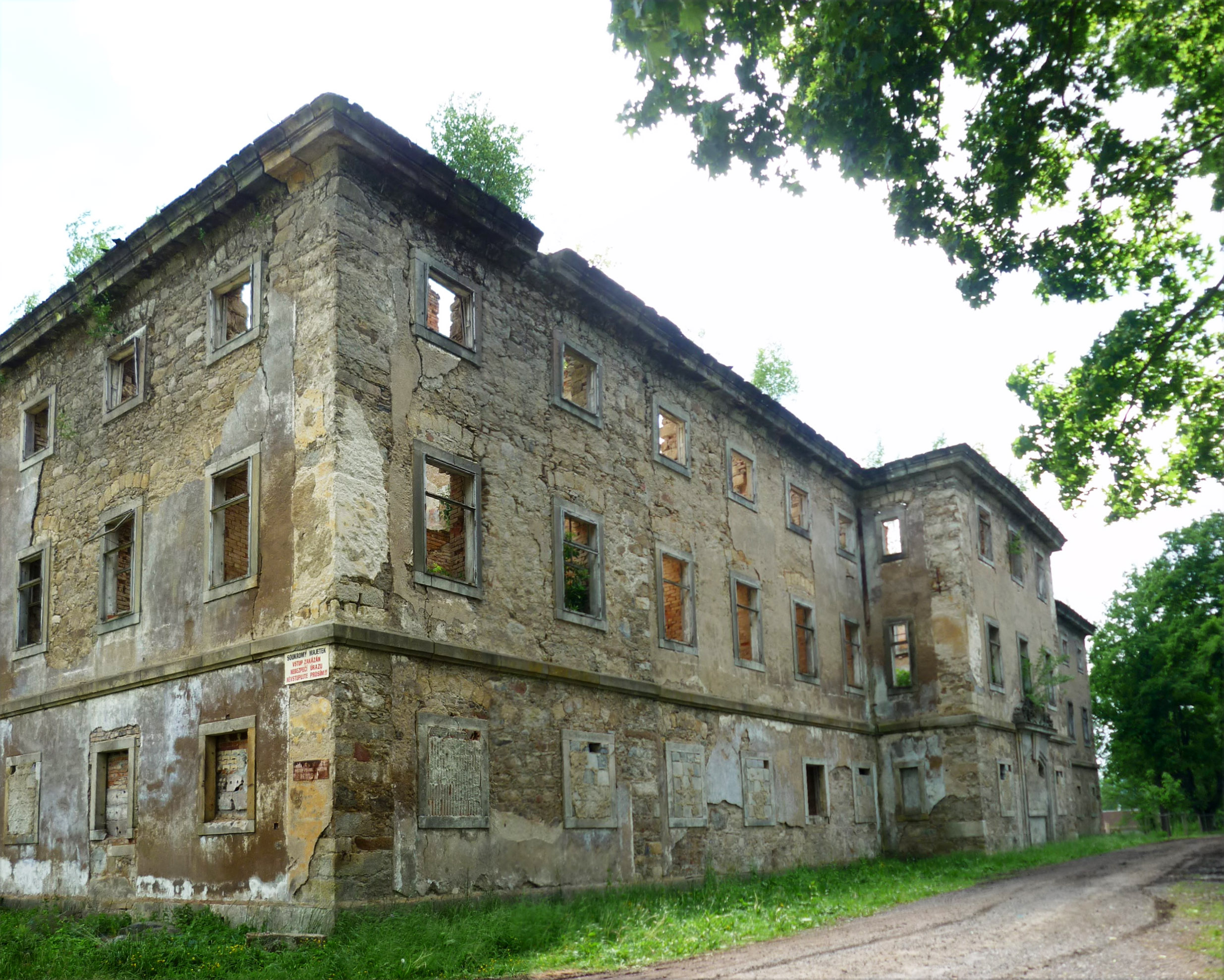
Nový zámek v Lipové
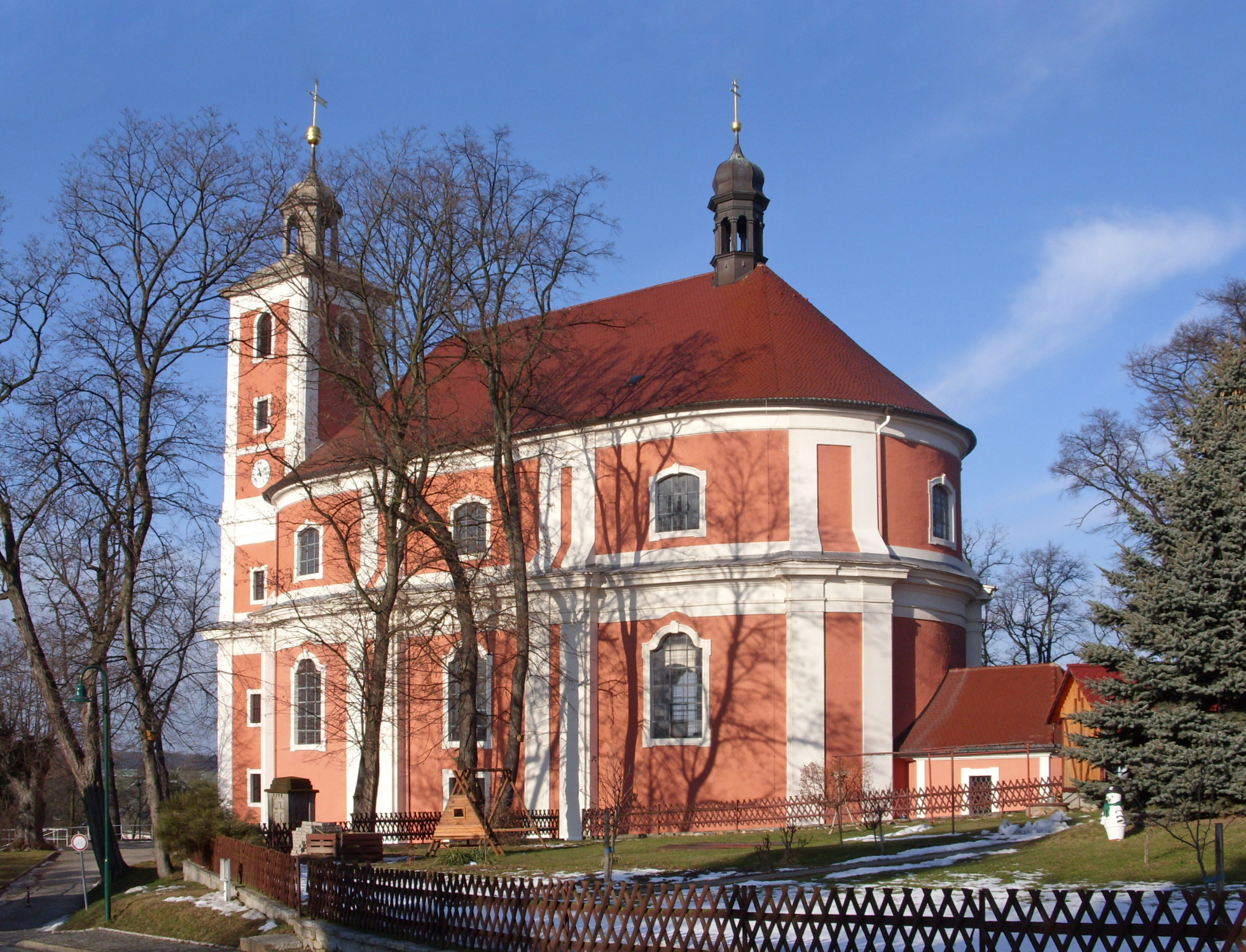
Kostel svatého Martina v Nebelschütz
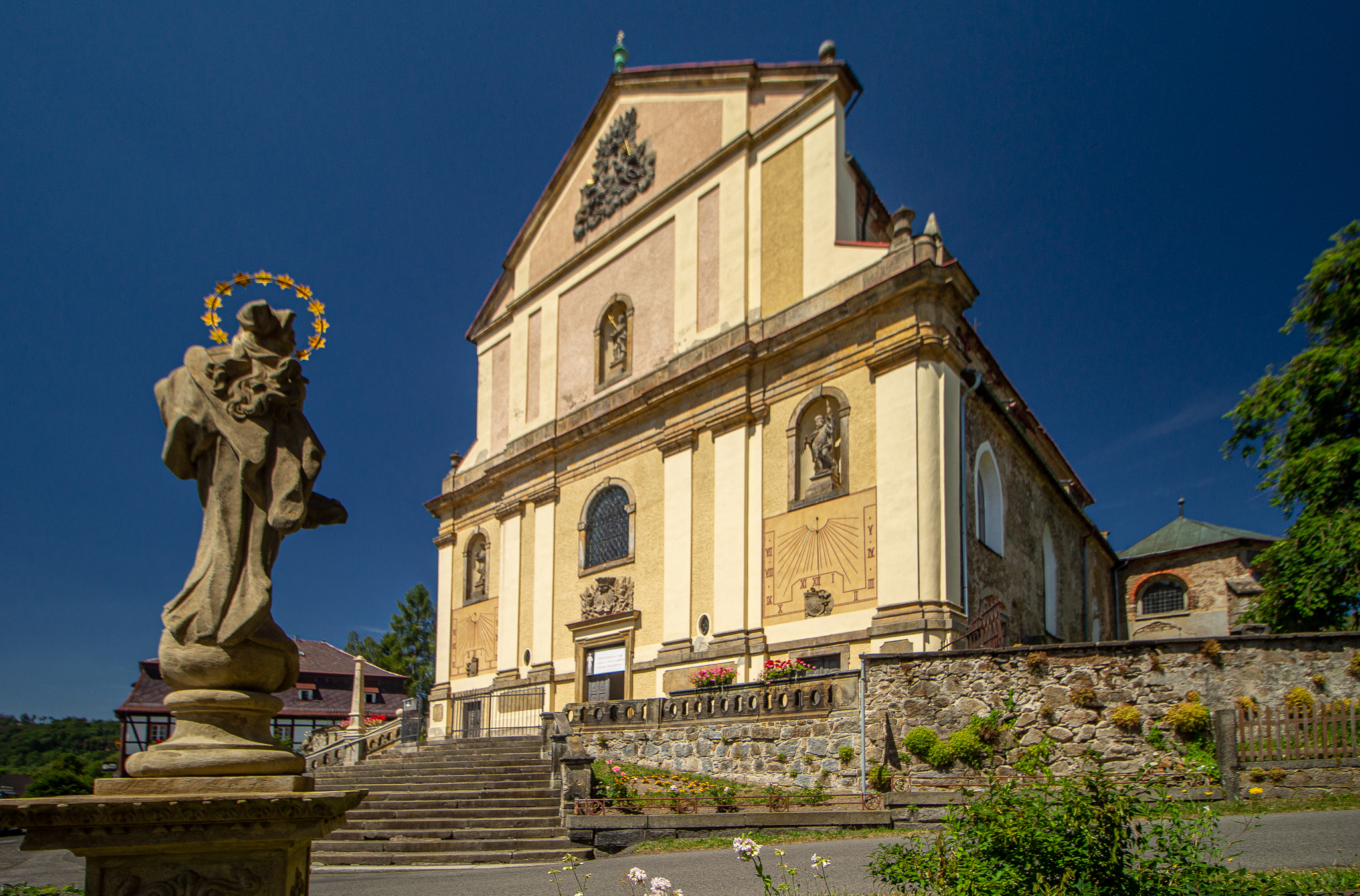
Kostel svatého Mikuláše v Mikulášovicích
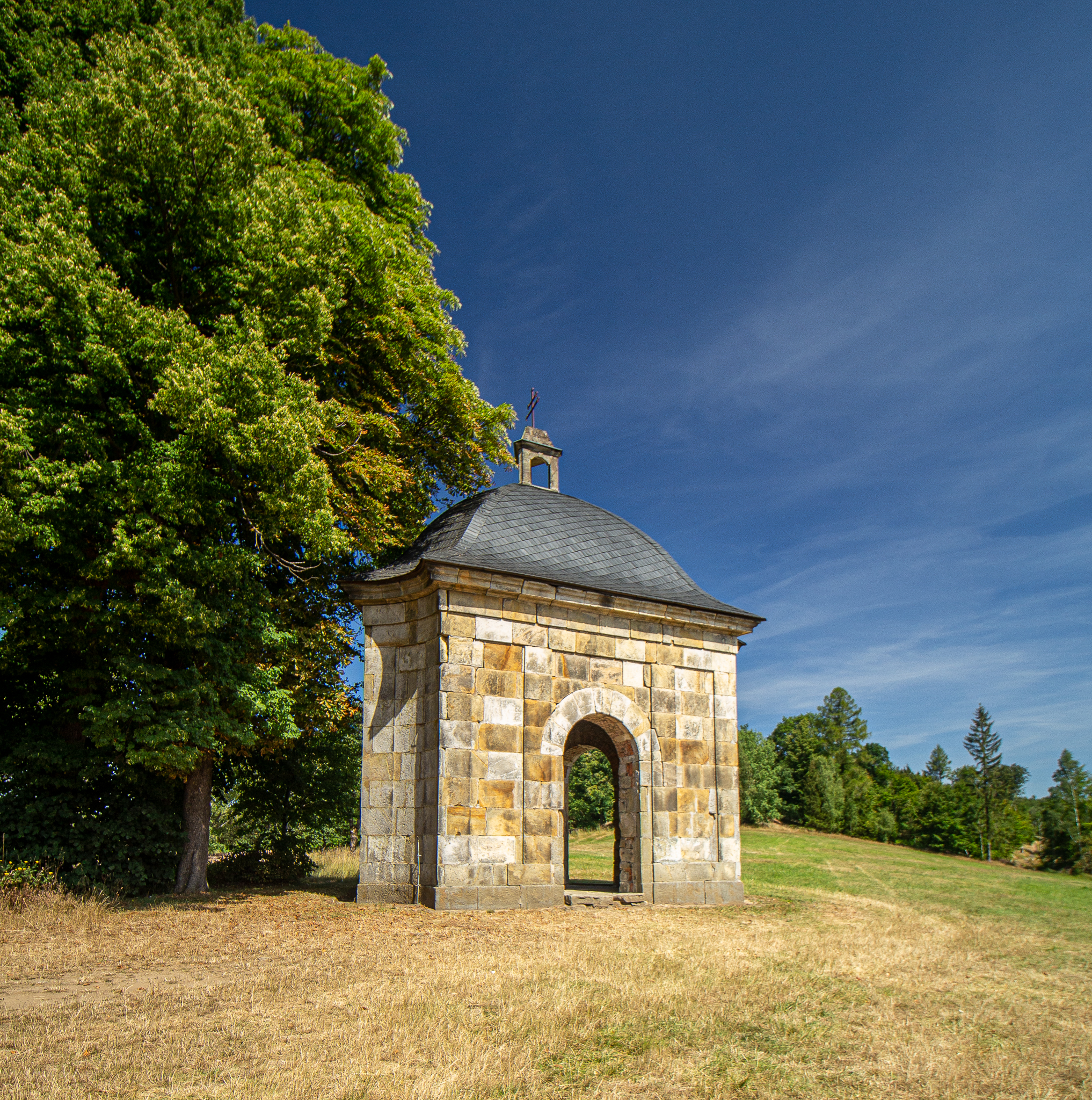
Kaple Nejsvětější Trojice v Mikulášovicích